# Karéjos mirigygomba
A karéjos mirigygomba (Exidia repanda) a fülgombafélék családjába tartozó, Eurázsiában és Észak-Amerikában honos, nyírfa elhalt ágain, törzsén élő, nem ehető gombafaj.

## Megjelenése
A karéjos mirigygomba termőteste 2-5 cm széles, kezdetben gomb alakú, majd szabálytalan korong vagy csésze formájúvá válik. Többnyire igen rövid nyele van, vagy legalább a termőtest összeszűkül és egy pontban érinti az aljzatot. A szomszédos termőtestek gyakran összenőnek és lebenyes, gyűrött, agyvelőszerűen tekervényes, vagy bemélyedésekkel-gerincekkel tarkított felületű tömeggé állhatnak össze. Színe eleinte áttetszően fehéres vagy halványbarnás; később sárgásbarna, rózsásbarna, fahéjbarna, vörösbarna. Kiszáradva sötétbarna, vékony, filmszerű réteggé válik. Alsó oldala sima, tompa barna színű.    
Húsa kocsonyás, zselészerű, sárgásbarna színű. Íze és szaga nem jellegzetes.
Spórapora fehér. Spórája kolbász alakú, sima, mérete 11-15 (17,5) x 3-4 (5) µm.

### Hasonló fajok
A főleg füzeken élő, kúposabb, élesebb szegélyű, kevésbé lekerekített nyeles mirigygomba, a júdásfülgomba, a fodros rezgőgomba, a sárgás mirigygomba, a cseresznye-mirigygomba hasonlít hozzá.

## Elterjedése és termőhelye
Eurázsiában és Észak-Amerikában honos. 
Lombos fák (elsősorban nyír) elhalt, korhadó ágain, törzsén található meg, főleg nedves időben. Esős, fagymentes időben egész évben előfordulhat, de inkább késő ősszel és tavasszal jellemző.

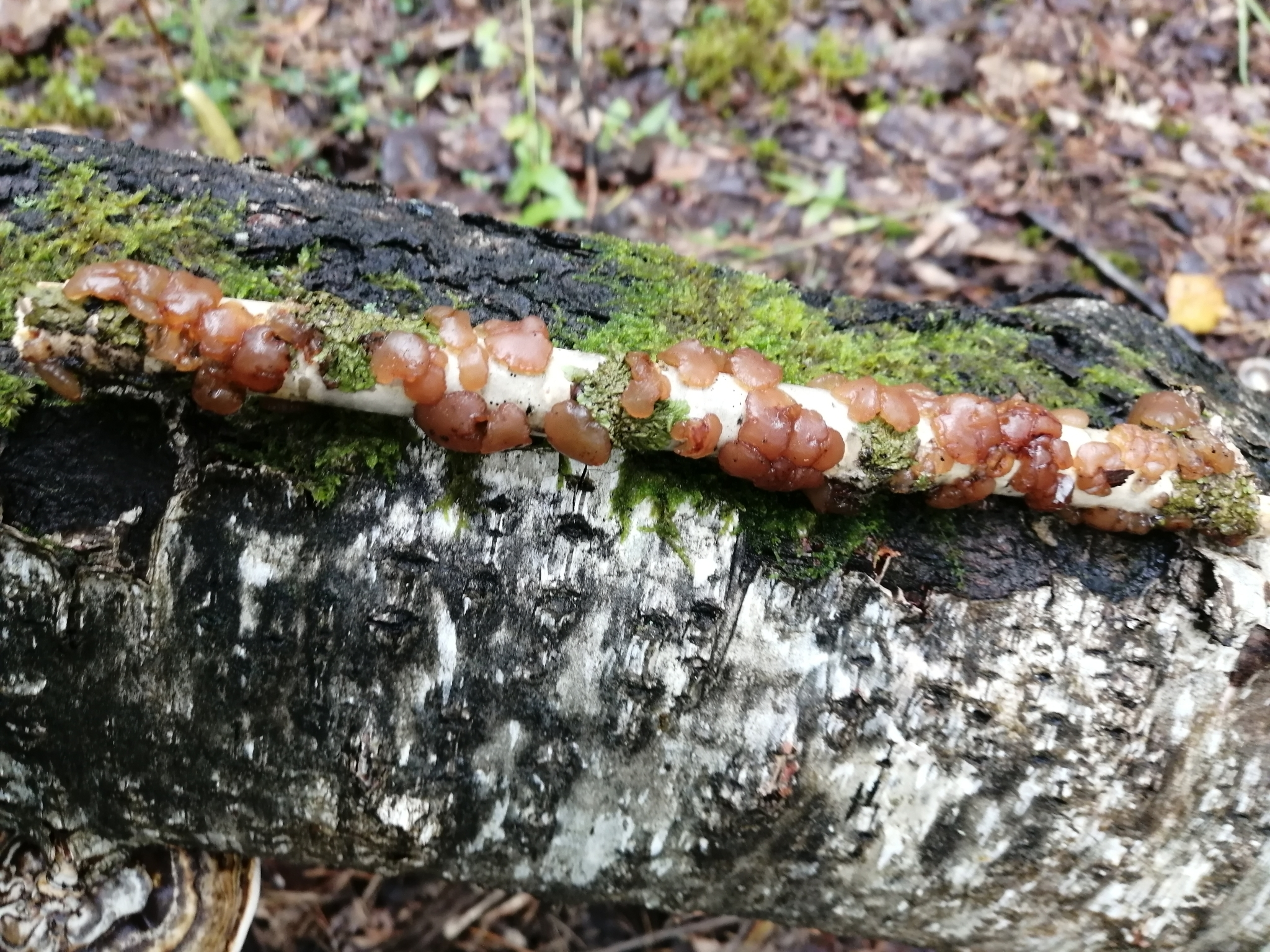
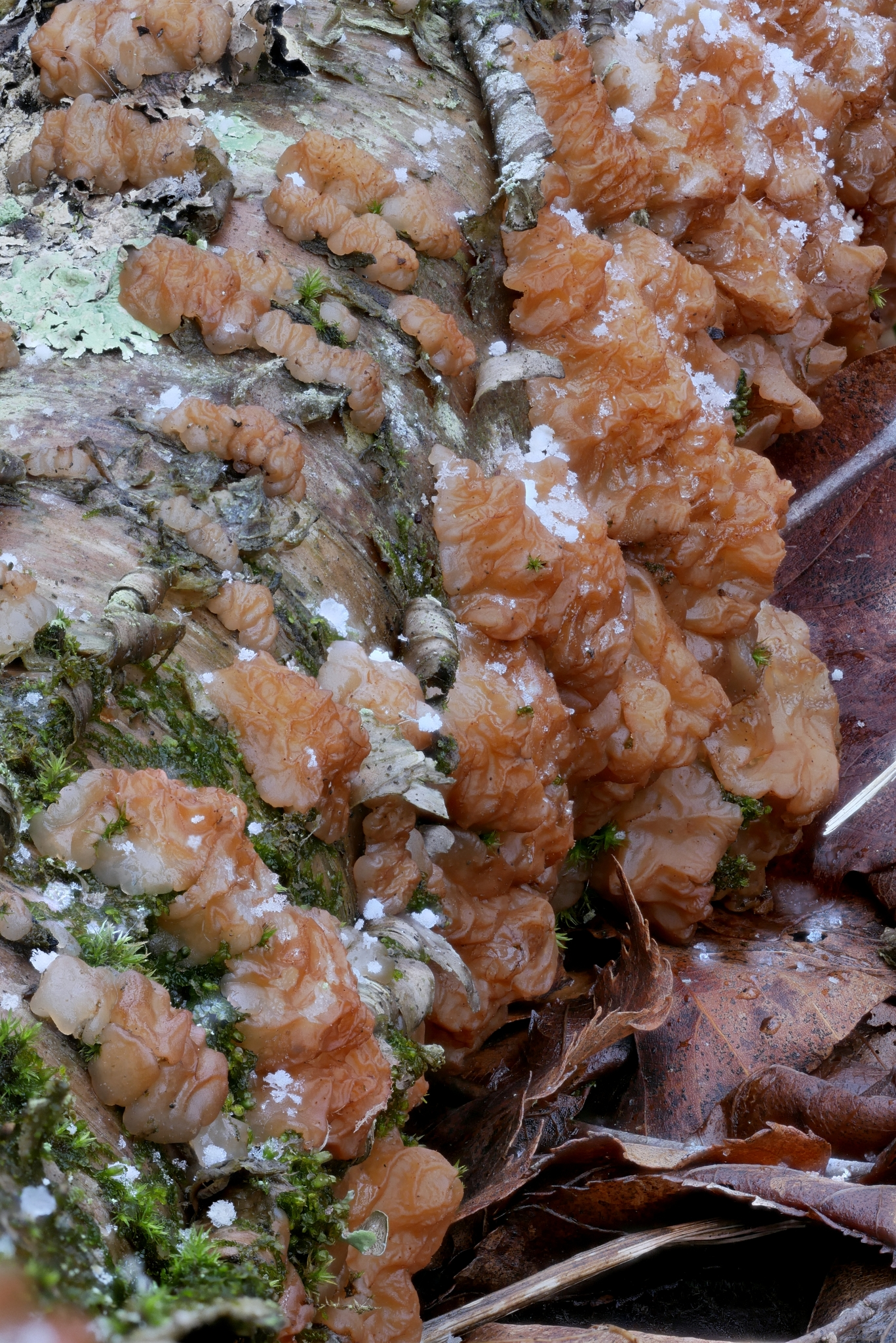
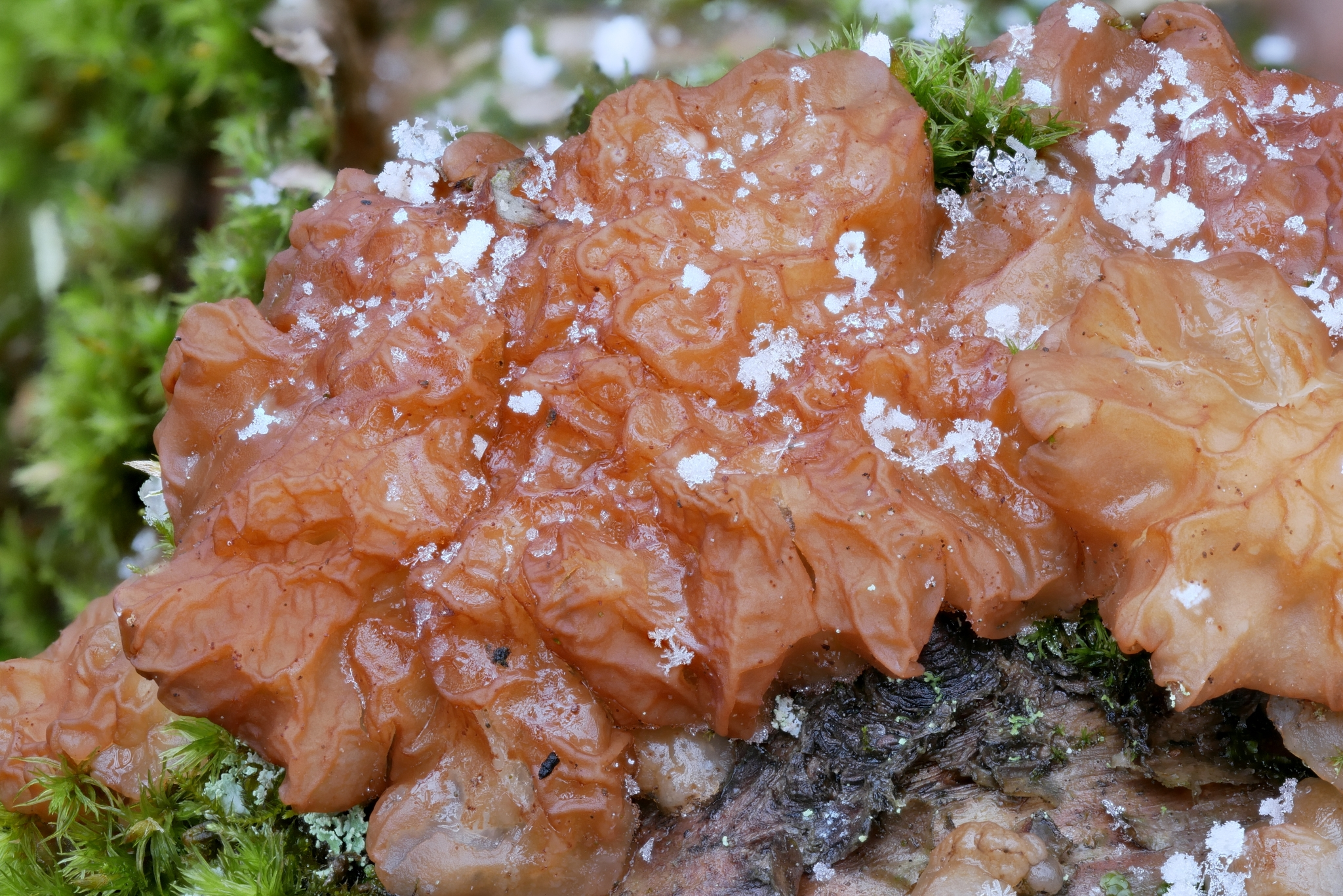
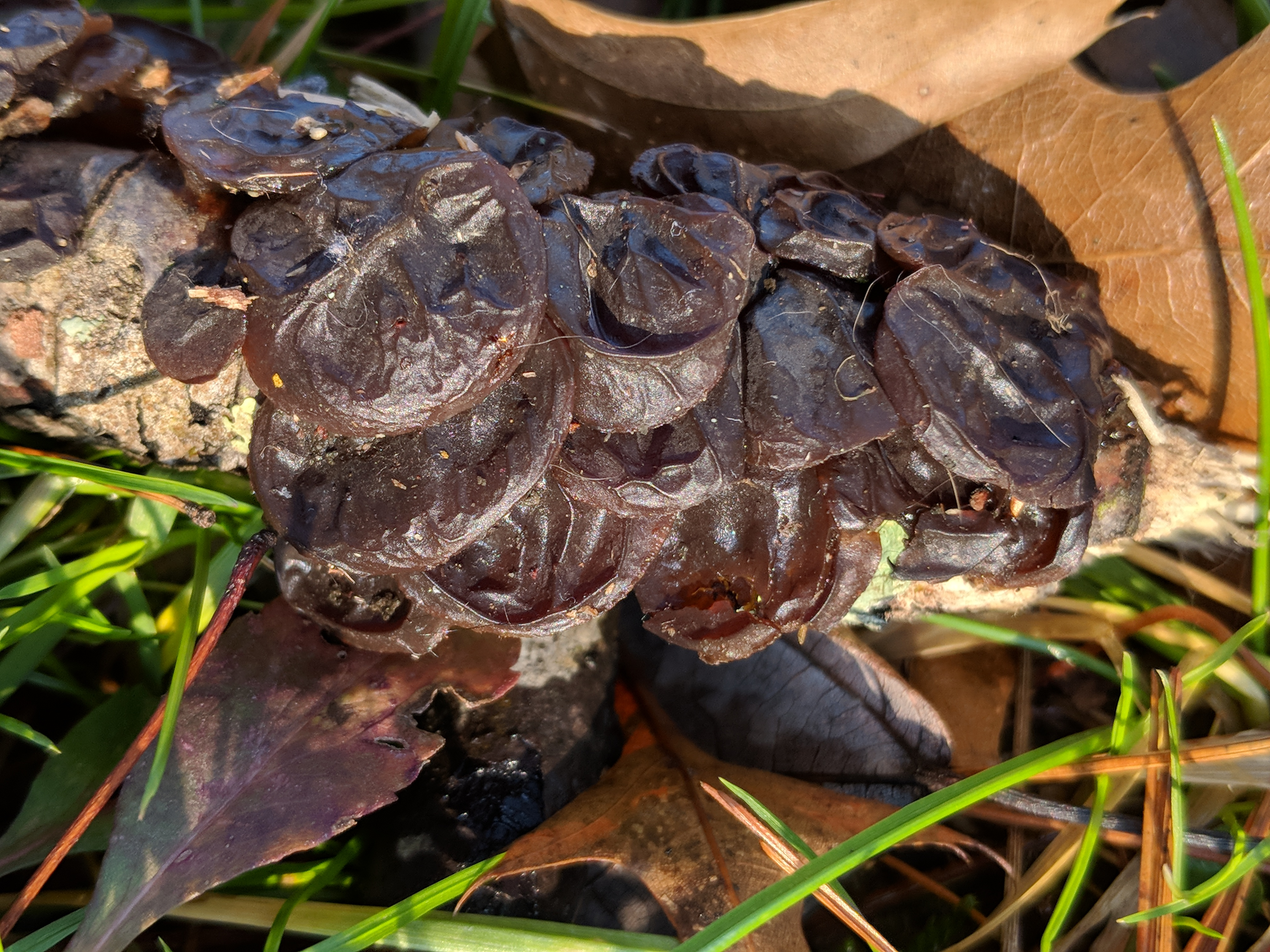
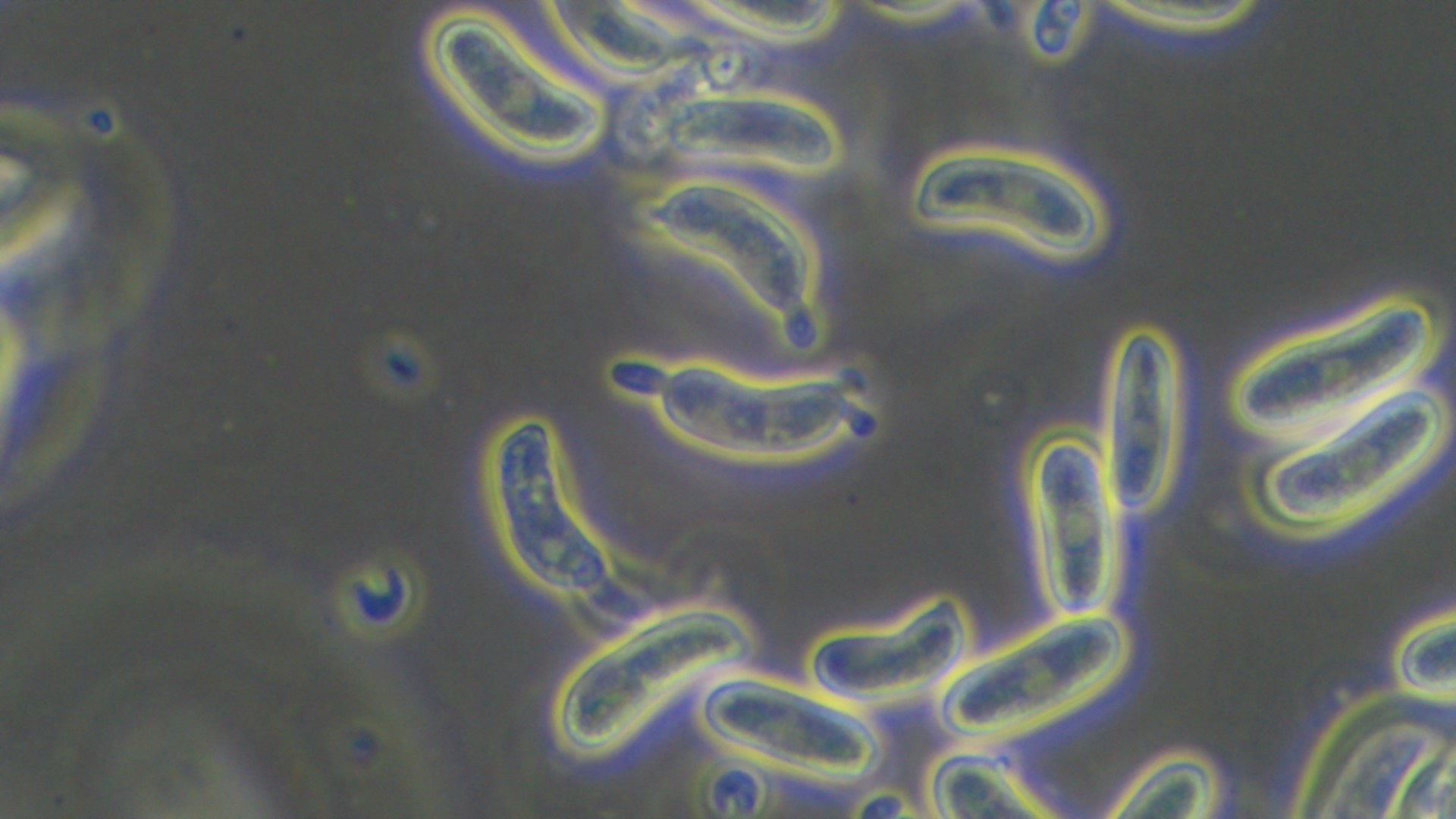

Nem ehető.    